# Lycianthes nitida
Lycianthes nitida är en potatisväxtart som beskrevs av Friedrich August Georg Bitter. Lycianthes nitida ingår i Himmelsögonsläktet som ingår i familjen potatisväxter. Inga underarter finns listade i Catalogue of Life.